# Смертная казнь через повешение
«Смертная казнь через повешение» (яп. 絞死刑) — кинофильм режиссёра Нагисы Осимы, вышедший на экраны в 1968 году.

## Сюжет
Молодой кореец, которого все зовут просто Р, осуждён на смертную казнь за убийство и изнасилование двух девушек. Однако приведение приговора в исполнение заканчивается неожиданно: повешенный остается жив и при этом совершенно не помнит, кто он и что совершил. Организаторы и участники церемонии казни решают, что провести повторное повешение можно только после того, как Р вспомнит о своих деяниях и раскается в них. Но как заставить его вспомнить? Тюремные надзиратели, врач и священник начинают разыгрывать по ролям сцены совершённых преступлений и картины семейной жизни осуждённого, надеясь, что тот осозна́ет свою личность. События постепенно приобретают характер фарса.

## Тематика
Сюжет фильма вдохновлен реальной историей рожденного в Японии корейского студента, который в 1958 году убил двух девушек и был казнен в 1963 году. Режиссёр Нагиса Осима использует этот сюжет для исследования сложных проблем японского (и не только) общества: национализма и дискриминации против корейцев в Японии, проблемы смертной казни, вопроса о соотношении реальности и воображения. Методы комедии абсурда и брехтовского театра, используемые Осимой, позволяют ему выразить своё критическое отношение к японскому государству и его идеологии, в частности при помощи образа «сестры» Р, которая пробуждает в осуждённом его корейскую идентичность и политическое самосознание. Действие фильма происходит по большей части в замкнутой, искусственной атмосфере барака для проведения казней, что способствует развитию сюрреалистических мотивов. К другим экспериментальным методам, использованным в фильме, относятся показ одних и тех же действий с разных ракурсов, разрывы в повествовании, обращения персонажей непосредственно к камере и т. д. Хотя фильм получил высокие оценки кинокритиков, он не был коммерчески успешен в Японии.

## В ролях
- Ю Доюн — Р, осуждённый
- Кэй Сато — главный надзиратель
- Фумио Ватанабэ — офицер
- Тосиро Исидо — священник
- Масао Адати — руководитель охраны
- Рокко Тоура — доктор
- Хосэй Комацу — прокурор
- Масао Мацуда — секретарь прокурора
- Акико Кояма — кореянка
- Нагиса Осима — рассказчик